# Giancarlo Stanton
Giancarlo Cruz Michael Stanton, ameriški bejzbolist, * 8. november 1989, Panorama City, Los Angeles, Kalifornija, ZDA. 
Stanton je poklicni igralec zunanjega polja in je trenutno član ekipe Miami Marlins. Svojo kariero je začel leta 2010, pred sezono 2012 pa je bil javnosti znan kot Mike Stanton.  

## Zgodnje življenje
Stanton je obiskoval srednjo šolo Verdugo Hills High School v mestu Tujunga pred odhodom na Notre Dame High School (Sherman Oaks) v Los Angelesu, kjer se je sočasno ukvarjal s tremi športi. Sklenil je načelno obvezo za igranje bejzbola na USC, prejel pa je tudi ponudbe s strani univerz UCLA in UNLV, ki sta si želeli, da bi pri eni izmed njiju igral ameriški nogomet.
Stanton je irskih, afroameričanskih in portoriških korenin, vendar se je zavezal k nastopanju za ameriško reprezentanco. Deloma tudi zaradi portoriških korenin svoje matere za vzornike navaja odlične upokojene igralce, kot sta recimo Iván Rodríguez in Roberto Clemente. Vsak 29. avgust je pri ekipi Miami Marlins t. i. Dan portoriške dediščine ("Puerto Rican Heritage Night"). Leta 2012 bo ekipa ob tej priložnosti prvim 15,000 navijačem, ki bodo prišli na njihovo domačo tekmo, podarili figurico Stantona. Prav tako rad igra v Portoriški ligi, kjer je član ekipe Criollos de Caguas.

## Poklicna kariera

### Nižje podružnice
Navkljub ponudbam za igranje univerzitetnega bejzbola se je, po tem, ko so ga z 76. izborom nabora lige MLB leta 2007 izbrali predstavniki ekipe Florida Marlins, odločil, da se poda v poklicne vode. 
Svojo kariero je začel v ligi Gulf Coast League, a je hitro napredoval čez nižje podružnice. Kmalu je prišel v mesto Jamestown, kjer je na stopnji Single-A short season igral na 9 tekmah, nato pa je prišel v Greensboro na stopnjo Single-A. Tam je odbil 39 domačih tekov, imel odbijalsko povprečje 0,293 in je domov poslal 97 tekov, s čimer si je zaslužil povabilo na pomladno uigravanje ekipe leta 2009. Za svojo igro v končnici sezone 2008 v nižjih podružnicah je prejel številne nagrade, Baseball America pa ga je postavila kot 16. na svoj seznam stotih najbolj obetavnih igralcev. Sezono je pričel na stopnji High-A v Jupitru na Floridi, kjer je odbijal s povprečjem 0,294, sam odbil 12 domačih tekov, domov pa jih poslal skupno 39. Po tej odlični predstavi je bil povišan na stopnjo Double-A v Jacksonvilleu. Bil je izbran kot predstavnik svoje organizacije na Tekmi nadobudnežev leta v nižjih podružnicah.Po koncu sezone je kot eden najbolj obetavnih v klubu bil poslan v ligo the Arizona Fall League. Preden ga je poškodba prisilila k zaključku igre v ligi, jo je vodil v odbijalskem povprečju (0,478). Baseball America ga je razglasila za najbolj obetavnega v organizaciji iz Floride, prav tako pa je bil 3. na seznamu 20 najbolj obetavnih članov nižjih podružnic Johna Manuela.
V 52 tekmah z ekipo Jacksonville Suns je Stanton imel odbijalsko povprečje 0,311, odbil 21 domačih tekov in domov poslal 52 tekov. Mogoče je še bolj zanimivo dejstvo, da je bil z udarci izločen le devetkrat več (44-krat), kot se je prosto sprehodil na bazo. Po seriji z ekipo Mississippi Braves je upravnik slednje ekipe dejal: "Izgleda kot 15-letnik, ki igra na ekipi 8-letnikov v Majhni ligi." 6. maja 2010 je na tekmi v Montgomeryju odbil nadpovprečno dolg domači tek, svoj 14. leta. Pri tem je žoga preletela elektronsko tablo za sredino zunanjega polja. Ocene postavljajo dolžino domačega teka nekje med 152 in 167 m.

### Liga MLB
6. junija 2010 je ekipa Miami Marlins oznanila, da bo vpoklicala Stantona v ligo MLB, v kateri je prvič nastopil 8. junija pri starosti 20 let in 212 dni. S tem je postal drugi najmlajši igralec v zgodovini ekipe (Miguel Cabrera je prvič nastopil pri starosti 20 let in 67 dni). Stanton je na prvem nastopu v 5 odbijalskih nastopih zbral 3 udarce v polje z dvema udarcema znotraj notranjega polja in 2 lastnima tekoma.
Stantonov prvi domači tek v ligi MLB je bil t. i. "veliki udarec" (ang. grand slam). Dovolil mu ga je takratni metalec ekipe Tampa Bay Rays Matt Garza. Pridružil se je seznamu članov svoje ekipe, ki so svoj prvi domači tek odbili s polnimi bazami, ki vsebuje imena, kot so Jeff Conine, Chuck Carr, Quilvio Veras, Craig Counsell in Jeremy Hermida. Prav tako je postal 4. igralec v zadnjih 25 letih, ki je svoj prvi veliki udarec v karieri odbil, preden je dopolnil 21 let, za kasnejšim soigralcem  Josejem Reyesem (leta 2003), Andruwom Jonesom (leta 1997) in Alexom Rodriguezom (leta 1996). 11. avgusta 2010 je na tekmi proti ekipi Washington Nationals Stanton v 5 odbijalskih nastopih zbral 5 udarcev v polje, od tega 2 za dve bazi in domači tek, ter domov poslal 4 teke. Postal je drugi najmlajši v zgodovini lige, ki mu je to uspelo, za Philom Cavarretto, ki je bil 21. avgusta 1935 star 19 let in 33 dni. Prav tako je postal šele drugi Marlin, ki mu je to uspelo. Ta podvig je 17. septembra 1995 v Denverju uspel še Garyju Sheffieldu.
V njegovi prvi sezoni so njegovi domači teki leteli približno 122 m s povprečno hitrostjo po odboju od kija 168 km/h.
Baseball America ga je imenovala kot igralca zunanjega polja na njihovem seznamu najboljših novincev leta 2010. Prav tako je bil s strani podjetja Topps imenovan kot igralec zunanjega polja ekipe Vseh zvezd med novinci.
V letu 2011 se je bojeval s številnimi poškodbami nog in oči, ki so mu preprečile, da bi postal stalna grožnja v postavi svoje ekipe. Svoj prvi tekmo-končujoči domači tek je odbil 6. julija 2011 na tekmi proti ekipi Philadelphia Phillies. Sezono je zaključil s 34 domačimi teki, odbijalskim povprečjem 0,262 in 87 teki poslanimi domov v 516 odbijalskih nastopih. Statistika HitTrackerOnline pravi, da je Stanton odbil 15 nedvomnih domačih tekov, kar je bilo največ v Narodni ligi in drugi izkupiček v ligi MLB za Josejem Bautisto , ki je tovrstnih odbil 18. Najdaljši domači tek kateregakoli igralca pa je na nekaterih stadionih odbil prav Stanton: na stadionu Citi Field (141 m), Nationals Park (138 m), Coors Field (145 m) in Sun Life Stadium (141 m).
 V svoji drugi sezoni je konkretno izboljšal svojo povprečno razdaljo (127 m) in hitrost žoge po odboju od kija (172 km/h). 
21. maja 2012 je met takrat 49-letnega Jamie Moyerja odbil za veliki udarec. Žogo je pri tem odbil 140 metrov daleč, od kija pa se je odbila s hitrostjo 54,7 m/s (197 km/h), kar je najhitrejša hitrost, ki jo je kadarkoli zabeležil ESPN-ov Home Run Tracker Žoga se je pri tem odbila od elektronske table z rezultati v zunanjem polju in jo pri tem začasno onesposobila.  Moyer velikega udarca ni dovolil že od leta 2004.
28. junija 2012 je potrdil svojo udeležbo na t. i. Spopadu odbijalcev domačih tekov (Home Run Derby), ki je del vsakoletnega festivala Vseh zvezd, ki je tega leta potekal v Kansas Cityju.